# Габарит Фрейсине

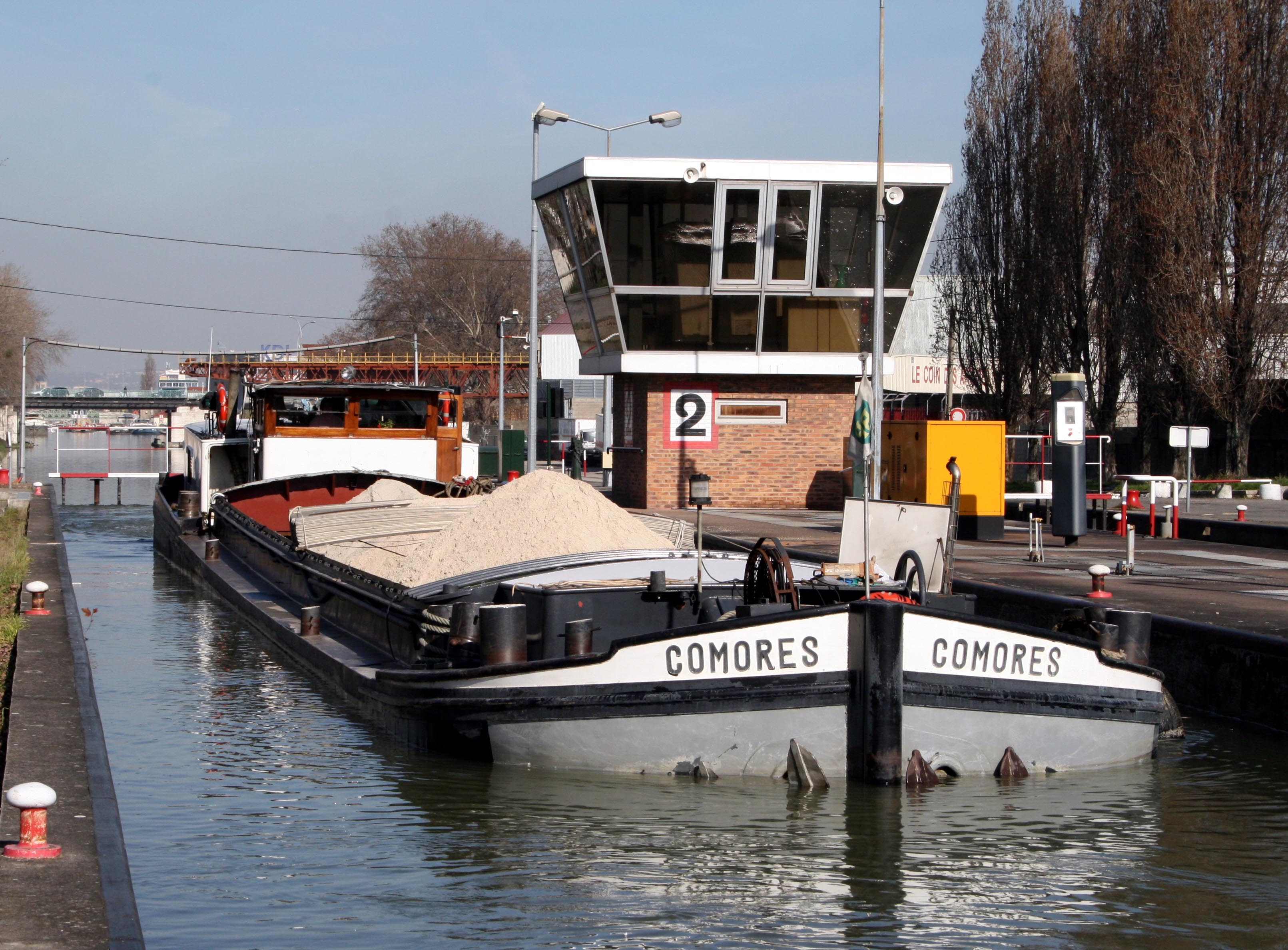
Пениш в канале Сен-Дени

Габарит Фрейсине (фр. gabarit Freycinet) — стандарт, регулирующий размеры шлюзов и речных судов. Указ о введении стандарта был подписан министром общественных работ Франции Шарлем Фрейсине 5 августа 1879 года и поэтому носит его имя.
Согласно указу, камеры шлюзов должны быть не менее 39 метров (128 футов) длиной, 5,2 метра (17 фута) шириной и 2,2 м глубиной, что обеспечивало судоходность 300—350 тонных барж. Как следствие, суда и баржи, например пениши, не должны превышать в длину 38,5 метра (130 фута), в ширину 5,05 метра (17 фута) и с осадкой не более 1,8 м. Мосты и прочие сооружения вдоль каналов должны обеспечивать просвет не менее 3,7 метра (12 фута).
Габарит Фрейсине принят за тип I в современной классификации европейских внутренних водных путей. На 2001 год 5800 км водных путей Франции (или 23 % судоходных путей) соответствовало этому стандарту.